# Джелато
Джелато (італ. gelato від лат. gelātus — заморожений) — популярний заморожений десерт італійського походження. Зазвичай страва складається з молока та цукру з додаванням ягід, фруктів, горіхів тощо. Зазвичай джелато має меншу кількість жиру, ніж інші види заморожених десертів. Оскільки воно містить на 70 % менше повітря та при цьому більше смакових якостей, ніж інші види заморожених десертів, це надає йому щільність та насиченість, що відрізняє його від інших видів морозива.
Джелато в його сучасному вигляді приписується італійському шеф-кухареві Франческо Прокопіо деї Кольтеллі, який наприкінці XVII століття відкрив у Парижі першу кав'ярню «Ле Прокіп» та представив там «Джелато», заробивши популярність спочатку в Парижі, а потім і в більшості країн Європи. Завдяки своєму новому десерту Прокопіо не тільки отримав французьке громадянство, але й ексклюзивну королівську ліцензію, видану королем Людовиком XIV, що зробило його на той час єдиним виробником замороженого десерту в королівстві.
На сьогодні джелато відомий в усьому світі, а виробництво проходить переважно в непромислових масштабах майстрами джелато — джелатер'є в джелатеріях. Окрім Італії великий обсяг джелато виробляється у Великій Британії, Франції, Німеччині та північній Європі.

## Смаки
Традиційними смаками джелато вважаються ванільний, шоколадний, з ліщиновим горіхами, фісташковий, заварний крем, збиті вершки та страчателла (fior di latte джелато з крихтами шоколаду). Fior di latte («молочна квітка») — чисте морозиво без додавання смаку та яєць. До сучасних смаків відносяться ягоди, фрукти, сири, карамель.

## Виробництво
Процес полягає в нагріванні інгредієнтів до 85 °С (185 °F) для пастеризації. Пізніше його знижують до 5 °С (41 °F) і змішують до бажаної текстури.
В процесі охолодження, інгредієнти періодично перемішуються та відправляються назад до морозильної камери.
У процесі «спринту» молоко або воду додають до інгредієнтів, які потім змішують і знов відправляють до морозильної камери.
Як і у випадку з іншим морозивом, цукор у джелато запобігає замерзанню твердих речовин, зв'язуючись з водою та перешкоджаючи нормальному утворенню кристалів льоду. Це створює менші кристали льоду і призводить до гладкої текстури джелато. Американські виробники джелато зазвичай підсолоджують сахарозою, глюкозою або інвертованим цукром, а також гуарову камедь (стабілізатор).

## Дивитися також
- Банановий спліт, десерт із морозива
- Заварний крем, десерт, приготований із вершками, яйцями та ваніліном
- Семіфредо, клас напівзамороженого десерту
- Сорбет, італійською мовою називається сорбетто